# Turistická značená trasa 3108
Turistická značená trasa 3108 je zeleně vyznačená 7 kilometrů dlouhá pěší trasa Klubu českých turistů vedená od Zoologické zahrady v Troji do Sídliště Ďáblice. Mezi Trojou a Velkou skálou překonává výškový rozdíl 124 metrů.

## Popis trasy
Trasa vychází od Zoologické zahrady směrem na sever k vinici svaté Kláry. Na křižovatce zabočí na východ podél zdi parku Trojského zámku a na další křižovatce na konci vinice vede severovýchodně společně s Naučnou stezkou Botanické zahrady mezi vilami a přírodní památkou Havránka. Po schodišti ve svahu vystoupá na planinu s vyhlídkovým místem zvanou Pustá vinice, odtud pokračuje do kopce k louce a podél ní a lesa k Velké skále. Od skály směřuje k městské ulici, která ji dovede do Čimického háje. Hájem vede východním směrem až k vozovně s konečnou tramvají, za křižovatkou pak pokračuje Ďáblickým lesem. Projde přírodní památkou Ládví, kolem geodetické věže a lomu a za jezírkem se stočí na jih. Sestoupá do městské zástavby a u konečné tramvají a hřbitova končí.
| Km  | Místo                    | Navazující a křižující trasy | Nadm. výška |
| --- | ------------------------ | ---------------------------- | ----------- |
| 0   | Troja ZOO (bus)          | 0005                         | 190 m       |
| 2   | Velká skála              |                              | 314 m       |
| 4,5 | Kobylisy (tram)          | 1105, 6008                   | 318 m       |
| 5   | Ďáblický háj (rozc.)     | 1105, 6008                   | 334 m       |
| 5,5 | Ládví (geodetická věž)   |                              | 359 m       |
| 7   | Ďáblice, sídliště (tram) |                              |             |

## Zajímavá místa
- Zoo Praha
- Troja (zámek)
- Trojská zámecká zahrada
- Vinice svaté Kláry
- Havránka - přírodní památka
- Pustá vinice
- Velká skála
- Čimický háj
- Vozovna Kobylisy
- Ďáblický háj
- Ládví - přírodní památka
- Geodetická věž Ládví
- Vysílač Ládví
- Hvězdárna Ďáblice
- Ďáblický hřbitov

## Veřejná doprava
Cesta začíná u konečné MHD před Zoologickou zahradou. Vede kolem zastávek Kovárna, Dunajecká, Čimický háj a konečné tramvají Vozovna Kobylisy a končí na konečné tramvají Sídliště Ďáblice.